# Championnat de Tanzanie de football 2016-2017
Navigation
Saison précédente Saison suivante
La saison 2016-2017 du Championnat de Tanzanie de football est la cinquante-troisième édition de la Ligi Kuu Bara, le championnat de première division en Tanzanie. Les seize meilleures équipes du pays sont regroupées au sein d’une poule unique où ils s’affrontent deux fois au cours de la saison, à domicile et à l’extérieur. En fin de saison, les trois derniers du classement sont relégués et remplacés par les trois meilleurs clubs de deuxième division.
C'est le club de Young Africans FC, double tenant du titre, qui est à nouveau sacré cette saison après avoir terminé en tête du classement final, ne devançant Simba SC qu'à la faveur d'une meilleure différence de buts. Il s’agit du vingt-deuxième titre de champion de Tanzanie de l’histoire du club.

## Qualifications continentales
Le champion de Tanzanie se qualifie pour la Ligue des champions de la CAF 2018 tandis que son dauphin obtient son billet pour la Coupe de la confédération 2018.

## Les clubs participants
- Azam FC
- Young Africans FC
- Mbeya City Council FC
- Simba SC
- Kagera Sugar FC
- Ruvu Shooting - Promu de D2
- Mtibwa Sugar
- JKT Ruvu Stars
- African Lyon - Promu de D2
- Prisons SC
- Mbao FC - Promu de D2
- Ndanda FC
- Maji Maji FC
- Stand United
- Mwadui FC
- Toto Africans

## Compétition
Le barème utilisé pour établir le classement est le suivant :
- Victoire : 3 points
- Match nul : 1 point
- Défaite : 0 point

### Classement
| Rang | Équipe                | Pts | J  | G  | N  | P  | Bp | Bc | Diff |
| ---- | --------------------- | --- | -- | -- | -- | -- | -- | -- | ---- |
| 1    | Young Africans FCT    | 68  | 30 | 21 | 5  | 4  | 57 | 14 | +43  |
| 2    | Simba SC              | 68  | 30 | 21 | 5  | 4  | 50 | 17 | +33  |
| 3    | Kagera Sugar FC       | 53  | 30 | 15 | 8  | 7  | 33 | 26 | +7   |
| 4    | Azam FC               | 52  | 30 | 14 | 10 | 6  | 36 | 20 | +16  |
| 5    | Mtibwa Sugar          | 44  | 30 | 10 | 14 | 6  | 34 | 32 | +2   |
| 6    | Stand United          | 38  | 30 | 9  | 11 | 10 | 25 | 26 | -1   |
| 7    | Ruvu ShootingP        | 36  | 30 | 8  | 12 | 10 | 28 | 33 | -5   |
| 8    | Prisons SC            | 35  | 30 | 8  | 11 | 11 | 17 | 24 | -7   |
| 9    | Maji Maji FC          | 35  | 30 | 10 | 5  | 15 | 26 | 38 | -12  |
| 10   | Mwadui FC             | 35  | 30 | 10 | 5  | 15 | 32 | 45 | -13  |
| 11   | Mbeya City Council FC | 33  | 30 | 7  | 12 | 11 | 27 | 32 | -5   |
| 12   | Mbao FCP              | 33  | 30 | 9  | 6  | 15 | 30 | 38 | -8   |
| 13   | Ndanda FC             | 33  | 30 | 9  | 6  | 15 | 23 | 38 | -15  |
| 14   | African LyonP         | 32  | 30 | 6  | 14 | 10 | 19 | 28 | -9   |
| 15   | Toto Africans         | 29  | 30 | 7  | 8  | 15 | 22 | 34 | -12  |
| 16   | JKT Ruvu Stars        | 23  | 30 | 3  | 14 | 13 | 15 | 29 | -14  |

|  | Qualification pour la Ligue des champions de la CAF 2018 |
|  | Qualification pour la Coupe de la confédération 2018     |
|  | Relégation en deuxième division                          |
|  | T : Tenant du titre P : Promu de D2                      |

## Bilan de la saison
| Championnat de Tanzanie de football 2016-2017 |                               |
| Champion                                      | Young Africans FC (22e titre) |
| Qualifications continentales                  |                               |
| Ligue des champions de la CAF 2018            | Young Africans FC             |
| Coupe de la confédération 2018                | Simba SC                      |
| Promotions et relégations                     |                               |
| Promus en Première division                   | Lipuli FC                     |
| Promus en Première division                   | Njombe Mji FC                 |
| Promus en Première division                   | Siniga United                 |
| Relégués en Deuxième division                 | African Lyon                  |
| Relégués en Deuxième division                 | Toto Africans FC              |
| Relégués en Deuxième division                 | JKT Ruvu Stars                |